# Pré-Saint-Évroult
Pré-Saint-Évroult es una comuna francesa situada en el departamento de Eure y Loir, en la región de Centro-Valle del Loira.

## Demografía
| 308 | 302 | 294 | 252 | 291 | 277 | 296 |
| Para los censos de 1962 a 1999 la población legal corresponde a la población sin duplicidades (Fuente: INSEE [Consultar]) |     |     |     |     |     |     |